# Blingel
Blingel is een gemeente in het Franse departement Pas-de-Calais (regio Hauts-de-France) en telt 111 inwoners (2009). De plaats maakt deel uit van het arrondissement Montreuil.

## Geografie
De oppervlakte van Blingel bedraagt 3,2 km², de bevolkingsdichtheid is dus 34,7 inwoners per km².
De onderstaande kaart toont de ligging van Blingel met de belangrijkste infrastructuur en aangrenzende gemeenten.

## Demografie
Onderstaande figuur toont het verloop van het inwonertal (bron: INSEE-tellingen).